# Henderson (North Carolina)
Henderson ist eine City in Vance County, North Carolina in den Vereinigten Staaten von Amerika und zugleich der Verwaltungssitz von Vance County. Das U.S. Census Bureau ermittelte bei der Volkszählung 2020 eine Einwohnerzahl von 15.060.
Die Stadt wurde zu Ehren des früheren Vorsitzenden Richters des Obersten Gerichtshofes von North Carolina Leonard Henderson benannt, der in der Nähe lebte und ein Freund des frühen Siedlers Lewis Reavis war. Offiziell wurde die Stadt von der Generalversammlung des Staates im Jahre 1841 beurkundet, die europäische Besiedlung hatte jedoch bereits um 1700 begonnen.

## Geographie
Nach Angaben des United States Census Bureau umfasst das Gebiet der Stadt 21,4 km², davon entfallen 21,3 km² auf Land, die restlichen 0,12 % sind Wasserflächen. Henderson profitiert von seiner Lage unweit der Interstate 85 und den U.S. Highways 1 sowie 158 und gehört zur Metropolregion Triangle (Raleigh-Durham-Cary).
In Henderson entspringt der Nutbush Creek, dessen Tal wenige Kilometer nördlich der Stadt einen großen Nebenarm des John H. Kerr Reservoirs bildet.

## Demographie
Nach der Volkszählung im Jahr 2000 lebten in Henderson 16.095 Menschen in 6332 Haushalten und 4122 Familien. Die Bevölkerungsdichte beträgt 754 Einwohner pro km². Ethnisch betrachtet setzt sich die Bevölkerung zusammen aus 36,76 % weißer Bevölkerung, 59,17 % Afroamerikanern, 0,27 % amerikanischen Ureinwohnern, 0,64 % Asiaten, 0,02 % pazifischer Insulaner, 2,36 % Bewohner aus anderen ethnischen Gruppen; 0,77 % stammen von zwei oder mehr Ethnien ab. 5,13 % der Bevölkerung sind spanischer oder lateinamerikanischer Abstammung.
Von den 6332 Haushalten hatten 31,3 % Kinder unter 18 Jahren, die bei ihnen lebten, 34,1 % davon waren verheiratete, zusammenlebende Paare, 26,7 % waren allein erziehende Mütter und 34,9 % waren keine Familien. 30,7 % bestanden aus Singlehaushalten und in 14,4 % lebten Menschen mit 65 Jahren oder älter. Die Durchschnittshaushaltsgröße betrug 2,47 und die durchschnittliche Familiengröße war 3,05 Personen.
27,4 % der Bevölkerung waren unter 18 Jahre alt. 8,9 % zwischen 18 und 24 Jahre, 26,8 % zwischen 25 und 44 Jahre, 20,6 % zwischen 45 und 64, und 16,4 % waren 65 Jahre alt oder älter. Das Durchschnittsalter betrug 36 Jahre. Auf 100 weibliche Personen kamen 82,2 männliche Personen. Auf 100 Frauen im Alter von 18 Jahren oder darüber kamen 75,5 Männer.
Das jährliche Durchschnittseinkommen eines Haushalts betrug $23.745 und das jährliche Durchschnittseinkommen einer Familie betrug $30.222. Männer hatten ein durchschnittliches Einkommen von $26.804 gegenüber den Frauen mit $19.910. Das Prokopfeinkommen betrug $15.130. 28,3 % der Bevölkerung und 23,4 % der Familien lebten unterhalb der Armutsgrenze. 40,5 % von ihnen sind Kinder und Jugendliche unter 18 Jahre und 20,9 % sind 65 Jahre oder älter.

## Persönlichkeiten
- Flemmie Kittrell (1904–1980), Ernährungswissenschaftlerin und Hochschullehrerin
- Ben E. King (1938–2015), Sänger
- Charlie Rose (* 1942), PBS Talk Show Moderator
- Jason Brown, Footballspieler der Baltimore Ravens